# دل می‌گوید آفرین!
دل می‌گوید آفرین! (انگلیسی: Dil Bole Hadippa!) فیلمی هندی در سبک درام است که در سال ۲۰۰۹ منتشر شد. از بازیگران آن می‌توان به شاهد کاپور، رانی موکرجی، شرلین چوپرا، انوپم کهیر، دالیپ تاهیل اشاره کرد.
این فیلم مشابه فیلم آمریکایی این دختر همان مرد است می باشد.

## داستان
دختری به نام ویرا(رانی موکرجی) علاقه‌مند به بازی کریکت است ولی با توجه به اینکه تیم دختران وجود ندارد خودش را به شکل یک پسر در می آورد و وارد تیم پسرها می شود وعاشق مربی خود میشود او اول خودش رابه نام خواهر همان بازیکن معرفی میکند اما یکبار لنز از چشمش می افتد و همه ی حقیقت معلوم می میشود اما مربی که آن دختر را دوست دارد او را می بخشد .